# Polyporus saltensis
Polyporus saltensis är en svampart som först beskrevs av Speg., och fick sitt nu gällande namn av R.M. Silveira & J.E. Wright 2005. Polyporus saltensis ingår i släktet Polyporus och familjen Polyporaceae.   Inga underarter finns listade i Catalogue of Life.